# Dalimil

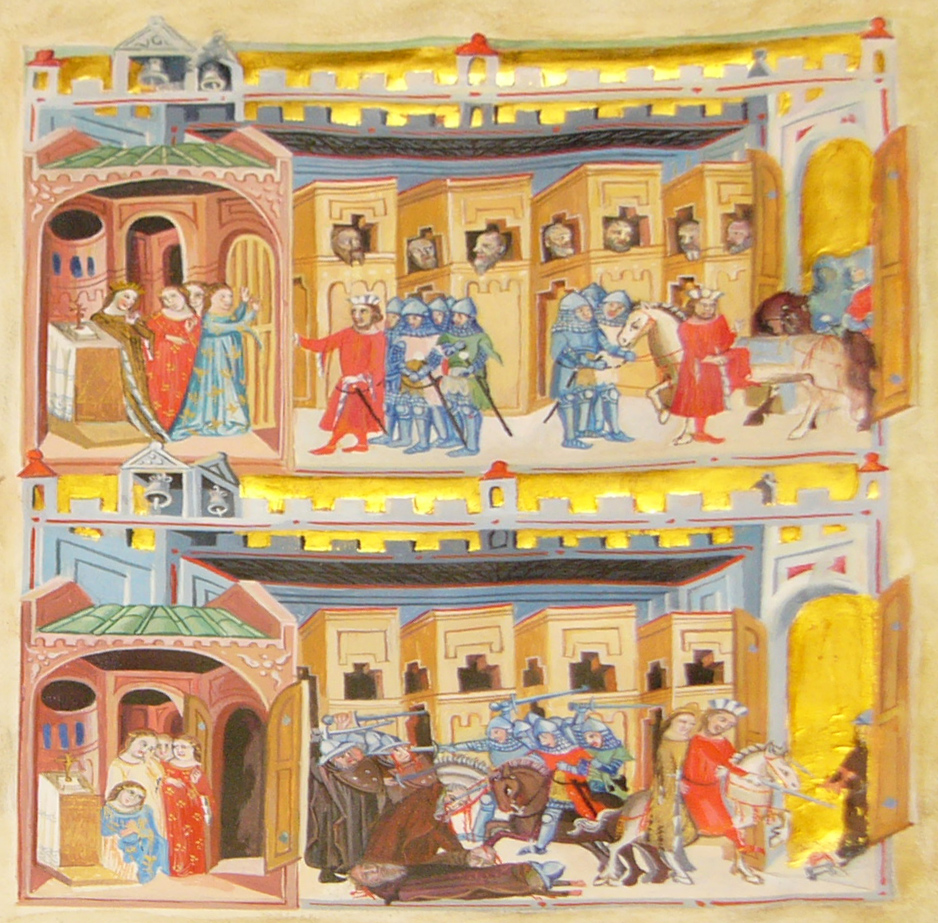
Eine Abbildung aus der 2005 entdeckten lateinischen Übersetzung der Dalimil-Chronik, der sogenannten „Pariser Handschrift“.

Dalimil († nach 1315) ist die Bezeichnung für den Verfasser der ersten in tschechischer Sprache geschriebenen Dalimil-Chronik. Trotz zahlreicher Hypothesen ist es bis heute nicht gelungen, den Autor zu identifizieren. Sein Werk wird dennoch seit dem 17. Jahrhundert allgemein als „Dalimil-Chronik“ oder „Chronik des sogenannten Dalimil“ bezeichnet.

## Autor
Für den Autor der ältesten tschechischen Reimchronik gibt es keine anderen Quellen als sein eigenes Werk, und da er zwar in der ersten Person schreibt, aber kaum etwas über sich verrät, bleiben alle Versuche, ihn mit einer realen historischen Person gleichzusetzen, Hypothesen.
Selbst der Name Dalimil ist eine gelehrte Erfindung. In den ersten Jahrhunderten blieb die Reimchronik anonym. Im 16. Jahrhundert führte Václav Hájek z Libočan einen Kanoniker aus Boleslav namens Dalimil Meziříčský in die böhmische Geschichtsschreibung ein, dessen Werk er für seine Kronyka Czeská studiert habe. Die Stadt Boleslav ist auch mit der Reimchronik verbunden: Der unbekannte Autor gibt im Vorwort an, eine „Chronik aus Boleslav“ als Hauptquelle benutzt zu haben, und einige jüngere Abschriften bezeichnen sogar das ganze Werk als Kronika Boleslavská. Im 17. Jahrhundert verband der Historiker Tomáš Pešina z Čechorodu beide Indizien zu einem Ganzen und gab so dem Verfasser der Reimchronik den Namen Dalimil. 
Die „Chronik aus Boleslav“, die Vorlage Dalimils, konnte mit Hilfe der Textkritik als eine offenbar nicht erhaltene Abschrift der Chronica Boemorum des Cosmas von Prag identifiziert werden. Der Kanoniker Dalimil Meziříčský ist dagegen nur Václav Hájek bekannt, der auch zahlreiche andere angeblich historische Personen für seine Chronik einfach erfunden hatte. Den Fehler deckte erst Josef Dobrovský auf, der inzwischen eingebürgerte Begriff blieb jedoch.
Aus dem Werk schlossen bereits die Forscher der Aufklärung, dass der sogenannte Dalimil die tschechische, lateinische und deutsche Sprache beherrschte, seine theologischen Kenntnisse jedoch begrenzt waren. Dies deuteten sie als Hinweis auf einen niederen Kleriker oder einen gebildeten Adligen. Der erste moderne Herausgeber J. Jireček (1882) versuchte, eine Verbindung mit der Familie Ronow herzustellen, die in dem Werk ausführlich geschildert wird. J. V. Šimák (1932) wollte in ihm Heinrich Berka von Dubá erkennen, den Bischof von Olmütz und Angehöriger des Adelsgeschlechts, das sich die heilige Zdislava zur Ahnherrin auserkoren hatte – auch diese wird in der Chronik verehrt. Weitere Kandidaten waren zum Beispiel Havel von Lemberg (Josef Beran 1938), Franz von Prag (F. M. Bartoš), Johann IV. von Dražice (Mirko Očadlík 1957), Peter I. von Rosenberg (Radko Šťastný 1991) oder Heinrich von Warnsdorf, Komtur der Zittauer Johanniterkommende (Edel 2000). 
Alle Hypothesen versuchten die Frage zu klären, ob die betreffende Person die Voraussetzungen erfüllt, die in dem Werk selbst gegeben sind: Dies sind vor allem die Sprachkenntnisse, die Verbindung zum tschechischen Adel und zugleich zum geistlichen Stand, die patriotische, tschechenfreundliche und deutschfeindliche Einstellung und nicht zuletzt die zeitliche und räumliche Nähe zu den Ereignissen, die im letzten Teil der Chronik aus der Perspektive eines Augenzeugen geschildert werden. Aufgrund der derzeitigen Quellenlage ist aber mit einem Beweis einer dieser Hypothesen nicht zu rechnen.

## Werke
- Josef Emler (Hrsg.): Fontes rerum Bohemicarum, Bd. 3: Dalimili Bohemiae chronicon. Annales Henrici Heimburgensis. Vita Karoli IV Imperatoris. 1882.
- Dalimilova kronika. pařížský zlomek latinského překladu. Prag 2005, ISBN 80-86644-64-2.
- Vlastimil Brom (Hrsg.): Di tutsch kronik von Behem lant. Die gereimte deutsche Übersetzung der alttschechischen Dalimil-Chronik. rýmowaný německý prěklad staročeské Dalimilovy kroniky. Brno 2009, ISBN 978-80-210-4794-5.
- Alena Ježková: Geschichten aus der Dalimil-Chronik. Das Pariser Fragment der lateinischen Übersetzung. Prag 2006, ISBN 80-86644-77-4.